# Rosita Lara
Rosita Lara (Chile; ¿? - Santiago, Chile ; 1978) fue una vedette, bailarina y cantante chilena de larga trayectoria sobre el escenario.

## Carrera
Rosita Lara fue una popular cancionista y vedette de gran porte que se destacó en los diferentes escenarios revisteriles de, Chile, Argentina y otros países limítrofes. Se destacó en Radio Minería donde puso su característica voz de "Udy-crooner"  en algunas interpetaciones. Trabajó en un dúo con el músico Carlos Mendiara, siendo una figura destacada de la música tropical en los años 50 con temas como Ay... ayayay! .
Bailó entre otros lugares en el famoso Mon Bijou y otros escenarios.

## Fallecimiento
La vedette Rosita Lara murió de manera absurda en 1978, quien por una indisposición llegó a la Posta Central y el médico cometió el error de administrarle Pentotal, más conocido como el "suero de la verdad" en circunstancias que ella sufría del corazón. El caso llegó a los tribunales, los que pasaron a tener competencia, porque la compañía estaba actuando en Chile.